# Don Harvey
Donald Patrick Harvey II (St. Clair Shores, Míchigan, 31 de mayo de 1960) es un actor estadounidense.

## Primeros años
Harvey nació y creció en St. Clair Shores, Míchigan, el sexto de ocho hijos. Comenzó a actuar mientras asistía a Lake Shore High School, habiendo actuado en varios espectáculos antes de graduarse en 1978. Luego pasó a la Universidad de Míchigan, donde estudió inglés y economía junto con dos años de ballet clásico. Tras graduarse en 1982 de la Universidad de Míchigan con una licenciatura en artes, asistió a la Escuela de Drama de Yale y recibió una maestría en Bellas Artes en actuación en 1985. Después de graduarse, se mudó a la ciudad de Nueva York para dedicarse al cine, la televisión y el teatro.

## Carrera
Harvey comenzó a aparecer en películas a finales de la década de 1980 y ha aparecido en más de 70 largometrajes. Uno de sus primeros papeles fue el de policía corrupto en la película The Untouchables de Brian De Palma. Al año siguiente, Harvey tuvo uno de sus papeles más destacados en la pantalla como el conspirador de los "Black Sox" , el sueco Risberg, en Eight Men Out (1988) de John Sayles. Posteriormente, Harvey tuvo papeles secundarios en producciones de tan alto perfil como Casualties of War (1989) (su segunda película de Brian De Palma), Die Hard 2 (1990) y La delgada línea roja (1998), además de la película. función para cable Better Off Dead (1993). Su trabajo televisivo incluye actuaciones en Miami Vice, NYPD Blue, The Pretender, The Deuce, Medium, Numb3rs y We Own This City.

## Filmografía

### Películas
| Año  | Título                                  | Papel                      | Notas                           |
| ---- | --------------------------------------- | -------------------------- | ------------------------------- |
| 1987 | Creepshow 2                             | Andy Kavanaugh             | Segmento "Old Chief Wood'nhead" |
| 1987 | The Untouchables                        | Oficial Preseuski          |                                 |
| 1988 | Eight Men Out                           | Swede Risberg              |                                 |
| 1988 | The Beast                               | Kaminski                   |                                 |
| 1988 | After School                            | Nathan                     |                                 |
| 1989 | Casualties of War                       | Thomas E. Clark            |                                 |
| 1990 | Die Hard 2                              | Garber                     |                                 |
| 1991 | Hudson Hawk                             | Snickers                   |                                 |
| 1992 | Prey of the Chameleon                   | Resnick                    |                                 |
| 1992 | American Heart                          | Rainey                     |                                 |
| 1994 | The Glass Shield                        | Jack Bono                  |                                 |
| 1994 | Hombres de acero                        | Nolan                      |                                 |
| 1995 | Tank Girl                               | Sargento Small             |                                 |
| 1996 | The Continued Adventures of Reptile Man | El ladrón                  |                                 |
| 1996 | Last Dance                              | Doug                       |                                 |
| 1997 | The Relic                               | Spota                      |                                 |
| 1997 | Sparkler                                | Flint                      |                                 |
| 1998 | La delgada línea roja                   | Paul Becker                |                                 |
| 1999 | Condenados a fugarse                    | Billy Bob                  |                                 |
| 1999 | In Too Deep                             | Murphy                     |                                 |
| 1999 | Out of the Cold                         | Líder Nazi                 |                                 |
| 2000 | Batman Beyond: Return of the Joker      | Charles Buntz / Chucko     | Voz, directo a video            |
| 2001 | Steal                                   | Ned Rogers                 |                                 |
| 2002 | Highway                                 | Ronnie                     |                                 |
| 2002 | Outside the Law                         | Kurt Lewis                 |                                 |
| 2004 | She Hate Me                             | G. Gordon Liddy            |                                 |
| 2004 | Corn                                    | Horace Rasmussen           | Sin acreditar                   |
| 2005 | Swimmers                                | Russell                    |                                 |
| 2007 | Anamorph                                | Asesino                    |                                 |
| 2008 | Frame of Mind                           | Agente Jenkins             |                                 |
| 2009 | Enemigos públicos                       | Cliente en el Steuben Club |                                 |
| 2013 | Gangster Squad                          | Oficial Funston            |                                 |
| 2013 | Holy Ghost People                       | Hermano Sherman            |                                 |
| 2013 | Go for Sisters                          | Detective Mueller          |                                 |
| 2014 | Noé                                     | Tío malo                   |                                 |
| 2014 | The Prince                              | Riley                      |                                 |
| 2014 | Taken 3                                 | Detective Garcia           |                                 |
| 2015 | Vice                                    | Kasansky                   |                                 |
| 2015 | Secret in Their Eyes                    | Fierro                     |                                 |
| 2017 | Small Town Crime                        | Randy                      |                                 |
| 2017 | Gangster Land                           | Detective Landa            |                                 |

### Televisión
| Año       | Título                                                    | Papel                  | Notas                                                              |
| --------- | --------------------------------------------------------- | ---------------------- | ------------------------------------------------------------------ |
| 1985      | ABC Afterschool Specials                                  | Kevin                  | Episodio: "High School Narc"                                       |
| 1986      | Another World                                             | Aces                   | 3 episodios                                                        |
| 1988      | Miami Vice                                                | Alan Beaks             | Episodio: "Hell Hath No Fury"                                      |
| 1991      | Mission of the Shark: The Saga of the U.S.S. Indianapolis | Kinderman              | Película de televisión                                             |
| 1993      | Better Off Dead                                           | Del Collins            | Película de televisión                                             |
| 1993      | Crossroads                                                | Cody                   | Episodio: "The Last Roundup"                                       |
| 1995      | Sawbones                                                  | Willy Knapp            | Película de televisión                                             |
| 1995      | Saved by the Light                                        | T.M.                   | Película de televisión                                             |
| 1995      | New York Undercover                                       | Det. Hubert Flaherty   | Episodio: "Bad Girls"                                              |
| 1996      | Face of Evil                                              | Quinn Harris           | Película de televisión                                             |
| 1996      | Crime of the Century                                      | Gus Kramer             | Película de televisión                                             |
| 1996      | superman: la serie animada                                | Gnaww                  | Vocz, episodio: "The Main Man"                                     |
| 1997      | Walker, Ranger de Texas                                   | Benny Flynn            | Episodio: "Days Past"                                              |
| 1997      | The Legend of Calamity Jane                               | Voces adicionales      | 13 episodios                                                       |
| 1997      | The Real Adventures of Jonny Quest                        | Milos Duncek           | Vocz, episodio: "The Haunted Sonata"                               |
| 1998      | The Con                                                   | T.J.                   | Película de televisión                                             |
| 1998      | De la Tierra a la Luna                                    | Director de vuelo      | Episodio: "Mare Tranquilitatis"                                    |
| 1998–2000 | The Pretender                                             | Joey Melino, Sr. Job   | 2 episodios                                                        |
| 1999      | The King of Queens                                        | Dirk                   | Episodio: "Queasy Rider"                                           |
| 1999–2000 | Batman del futuro                                         | Vincent, Secuestrador  | Vocz, 2 episodios                                                  |
| 2001      | ER                                                        | Sr. Warshaw            | Episodio: "Never Say Never"                                        |
| 2003      | NYPD Blue                                                 | Rick Rinaldi           | Episodio: "Maybe Baby"                                             |
| 2004      | Crossing Jordan                                           | Entrenador Vickers     | Episodio: "Most Likely"                                            |
| 2005      | Liga de la Justicia Ilimitada                             | Charles Buntz / Chucko | Vocz, episodio: "The Once and Future Thing Part Two: Time, Warped" |
| 2005      | Medium                                                    | Darrell Yellin         | Episodio: "Coded"                                                  |
| 2008      | Bernard and Doris                                         | Guardia de seguridad   | Película de televisión                                             |
| 2009      | Numb3rs                                                   | Pritchard              | Episodio: "Cover Me"                                               |
| 2011      | Mentes criminales                                         | Jefe Barrows           | Episodio: "Today I Do"                                             |
| 2011–2012 | Luck                                                      | The Flack              | 3 episodios                                                        |
| 2012      | Touch                                                     | Joey Deluca            | Episodio: "Tessellations"                                          |
| 2012      | The Good Wife                                             | Ryan Hood              | Episodio: "The Art of War"                                         |
| 2013      | Justified                                                 | Patrick Massett        | Episodio: "Where's Waldo?"                                         |
| 2014      | The After                                                 | Gut Shot               | Piloto                                                             |
| 2015      | Stalker                                                   | Ken Buck               | Episodio: "Secrets and Lies"                                       |
| 2015      | The Blacklist                                             | Eli Matchett           | Episodio: "Eli Matchett (No. 72)"                                  |
| 2016      | Blue Bloods                                               | Det. Connell           | Episodio: "Back in the Day"                                        |
| 2016      | The Night Of                                              | Detective Tomalikis    | 3 episodios                                                        |
| 2016–2017 | General Hospital                                          | Tom Baker              | Recurring role; 19 episodios                                       |
| 2017      | The Last Tycoon                                           | Rupert Vajna           | 4 episodios                                                        |
| 2017–2019 | The Deuce                                                 | Danny Flanagan         | 14 episodios                                                       |
| 2018      | The Truth About the Harry Quebert Affair                  | Bobbo Quinn            | 10 episodios                                                       |
| 2018–2020 | Better Call Saul                                          | Jeff                   | 2 episodios                                                        |
| 2019      | Lethal Weapon                                             | Tom Kessler            | Episodio: "There Will Be Bud"                                      |
| 2019      | Chambers                                                  | Johnny "Bail Bonds"`   | 3 episodios                                                        |
| 2019      | Yellowstone                                               | Jerry Hayes            | Episodio: "Only Devils Left"                                       |
| 2022      | Pam & Tommy                                               | Anthony Pellicano      | 2 episodios                                                        |
| 2022      | We Own This City                                          | John Sieracki          | 6 episodios                                                        |